# Suro-Craic (Aldeia, Leolima)
Suro-Craic (Surukraik, Soro-Craic, umgangssprachlich auch Leolima) ist eine osttimoresische Aldeia im Suco Leolima (Verwaltungsamt Hato-Udo, Gemeinde Ainaro). 2015 lebten in der Aldeia 57 Menschen.

## Geographie und Einrichtungen
Die Aldeia Suro-Craic liegt im nördlichen Zentrum von Leolima. Nördlich befindet sich die Aldeia Goulau und südlich die Aldeias Groto und Dausur. Im Osten grenzt Suro-Craic an den Suco Foho-Ai-Lico und im Westen an den Suco Suro-Craic. Die Westgrenze bildet der Fluss Belulik.
Das Zentrum der Aldeia durchquert eine Straße, die den Norden Leolimas mit der Mitte des Sucos verbindet. An ihr liegt der Ort Suro-Craic, der nördliche Teil des Siedlungszentrums Hato-Udo. Im Ort Suro-Craic befinden sich der Sitz des Sucos (weswegen der Ort manchmal auch Leolima genannt wird), die katholische Pfarrkirche Nossa Senhora de Lourdes und ein permanenter Hubschrauberlandeplatz.

## Politik
2023 wurde Octavio Magno zum Chefe de Aldeia gewählt.